# Plaza Matilde
Plaza Matilde es una localidad argentina ubicada en el departamento Las Colonias de la provincia de Santa Fe. Se encuentra sobre 3 km al oeste de Matilde (Santa Fe), de la cual depende administrativamente, y 12 km al oeste de la ruta nacional 11. Es el único pueblo rural de Santa Fe declarado Monumento Histórico.
El pueblo fue fundado en 1879 a instancias de Petrona Candioti de Iriondo, en el sector oeste de su propiedad, y tuvo un crecimiento razonable al punto de llegar a contar con plaza, templo católico, panadería y almacén. Pero en 1889 el ferrocarril abre su estación 3 km al Este, por pedido de sus propios pobladores, en la actual Matilde, que rápidamente fue absorbiendo la población y principales actividades económicas por la gran ventaja que representaba dicho medio de transporte. El pueblo casi no tuvo desarrollo desde allí, y sus edificaciones se presentan en casi el mismo estado que a fines del siglo XIX, lo que constituye un atractivo turístico. Actualmente cuenta con una escuela y una quesería.

## Población
Cuenta con 29 habitantes (Indec, 2010), lo que representa un descenso del 9% frente a los 32 habitantes (Indec, 2001) del censo anterior.
| Gráfica de evolución demográfica de Plaza Matilde entre 1991 y 2010 |
|                                                                     |
| Fuente: Censos nacionales del INDEC                                 |